# PGC 6634
LEDA/PGC 6634, auch UGC 1263, ist eine Spiralgalaxie im Sternbild Widder auf der Ekliptik. Sie ist schätzungsweise 238 Millionen Lichtjahre von der Milchstraße entfernt und hat einen Durchmesser von etwa 75.000 Lichtjahren. Vom Sonnensystem aus entfernt sich das Objekt mit einer errechneten Radialgeschwindigkeit von näherungsweise 5.300 Kilometern pro Sekunde.
Sie ist Teil der 17 Mitglieder zählenden Lyons Groups of Galaxies LGG 31 um NGC 673.

## Galaktisches Umfeld
| Nr. | Galaxie                 | Alternativname          | Rek           | Dek           | Distanz/asec |
| --- | ----------------------- | ----------------------- | ------------- | ------------- | ------------ |
| →   | LEDA/PGC 6634           | UGC 1263                | 01h48m33.37s  | +10d34m16.5s  | 0            |
| 1   | 2MASX J01484377+1030287 | VV 54                   | 01h48m44.20s  | +10d30m26.0s  | 274.79       |
| 2   | IC 161                  | LEDA/PGC 6644           | 01h48m43.738s | +10d30m28.41s | 277.44       |
| 3   | LEDA/PGC 6654           | UGC 1268                | 01h48m52.44s  | +10d35m23.8s  | 289.16       |
| 4   | IC 162                  | LEDA/PGC 6643           | 01h48m53.431s | +10d31m17.76s | 345.94       |
| 5   | LEDA/PGC 6653           | NSA 130444              | 01h48m56.87s  | +10d30m45.8s  | 405.98       |
| 6   | LEDA/PGC 1379164        | 2MASX J01485319+1024457 | 01h48m53.21s  | +10d24m45.6s  | 641.90       |
| 7   | LEDA/PGC 1380299        | 2MASX J01474026+1029340 | 01h47m40.27s  | +10d29m33.8s  | 831.59       |
| 8   | LEDA/PGC 1383084        | 2MASX J01492800+1041141 | 01h49m27.98s  | +10d41m14.1s  | 908.09       |